# Cult (Apocalyptica)
Cult è il terzo album degli Apocalyptica pubblicato nel 2000 con un'edizione speciale pubblicata successivamente nel 2001 contenente un secondo disco. 
Le canzoni Hope e Path hanno una seconda versione chiamata Hope vol. 2 e Path vol. 2 cantata rispettivamente da Matthias Sayer e Sandra Nasic. In queste due canzoni, gli Apocalyptica cominciano ad usare effetti elettronici di distorsione più frequentemente. Alcune copie della prima edizione di Cult con Path vol. 2 come prima traccia e Path come quattordicesima. L'undicesima traccia rappresenta una cover dell'originale opera del compositore norvegese Edvard Grieg.

## Tracce

### Originale
1. Path - 3:08
2. Struggle - 3:26
3. Romance - 3:27
4. Pray! - 4:22
5. In Memoriam - 4:41
6. Hyperventilation - 4:25
7. Beyond Time - 3:57
8. Hope - 3:25
9. Kaamos - 4:41
10. Coma - 6:46
11. Hall Of The Mountain King - 3:27 - Edvard Grieg cover, dall'album Peer Gynt, Op. 23, Act II, Pt. 5
12. Until It Sleeps - 3:14 - Metallica cover, dall'album Load
13. Fight Fire With Fire - 3:25 - Metallica cover, dall'album Ride the Lightning

### Special Edition Disco 2
1. Path Vol.2 (feat. Sandra Nasic) - 3:23
2. Hope Vol.2 (feat. Matthias Sayer) - 4:01
3. Harmageddon (live in München, Ottobre 2000) - 5:02
4. Nothing Else Matters (live in München, Ottobre 2000) - 5:19 - Metallica cover, dall'album Metallica
5. Inquisition Symphony (live in München, Ottobre 2000) - 5:12

## Formazione
- Eicca Toppinen - violoncello
- Paavo Lötjönen - violoncello
- Perttu Kivilaakso - violoncello
- Max Lilja - violoncello